# Nadhr Muhàmmad ibn Din Muhàmmad
Nadhr o Nazr (a vegades Nàdir o Nasr) Muhàmmad ibn Din Muhàmmad ibn Djani Muhàmmad ibn Yar Muhàmmad (Khargird, Khurasan, 1591/1592 - Simnan 19 de juny de 1651) fou el cinquè gran kan uzbek de Transoxiana i Balkh de la família djànida o astrakhànida. Era fill de Din Muhàmmad, un genguiskànida de la branca jòcida i de la filla d'un xeic ridawi de Mashad. El seu oncle Wali Muhàmmad, que havia governat a Balkh del 1599 al 1605, li va concedir (vers 1606/1607) el govern de la regió de Balkh quan va pujar al tron a Transoxiana/Bukharà el 1605. El 1611 Wali Muhàmmad fou succeït pel seu nebot Imam Kuli Khan, germà de Nadhr Muhàmmad. Imam Kuli va abdicar el novembre de 1641 i el seu germà el va succeir. Va governar una regió al sud de l'Amudarià (nord del modern Afganistan, que va incloure el Badakhxan.
Fou un patró de l'art, l'arquitectura (se li atribueix la construcció de 35 grans edificis incloent pavellons de cacera, un palau, una gran mesquita, una madrassa amb biblioteca, obres de reg, etc.) i la literatura especialment als anys que va governar i residir a Balkh (1606-1641) quan aquesta ciutat va viure els seus darrers dies com a gran centre urbà. Va fer escriure a Mahmud ibn Amir Wali una història de la seva branca (el tukay-timúrides) titulada Bahr al-asrar fi manakib al-akhyar.
En contrast amb el seu germà, molt auster, Nàdir controlava un immens tresor que requeria 6000 camells pel seu trasllat; tenia 8000 cavalls als seus estables i 80.000 ovelles de la casta que produïa els carners dels que es feia la pell d'Astracan.
Durant el seu regnat va intentar conquerir el Kanat de Khivà (1643-1645), a la mort del kan Isfandiyar (1623-1643). Això va causar una revolta al nord del seu territori dirigida per Baki Yaz; el seu fill Abd al-Aziz fou enviat contra els rebels, però es va posar al seu costat i els revoltats el van proclamar kan al lloc del seu pare. Nàdir, que era a Qarshi, sabent l'energia del seu fill, es va retirar a Balkh (1645), després de concedir el feu de Ghur a Khosru Sultan; Maymana i Ankhud a Kasim Sultan; Gulab a Bahram Sultan; Salu Chiharjui (fortalesa a l'Oxus, moderna Khoja Salu) a Sibhan Kuli; i Kunduz a Kutlan Sultan.
Davant el conflicte entre els seus fills i la impossibilitat de recuperar el tron, Nàdir va cridar en ajut a Xa Jahan, emperador mogol que va veure una oportunitat per engrandir el seu domini. Va enviar els seus fills Aurangzeb i Murad Bakhxi amb un fort exèrcit cap a Balkh, passant pel congost que portava de Kabul a Balkh (1647). Khosru Sultan de Ghur els va presentar resistència però fou capturat i enviat presoner a l'Índia. Nàdir mentre va interceptar una carta d'algun membre de l'exèrcit mogol on revelava que el motiu real de l'expedició no era ajudar a Nàdir contra el seu fill, sinó apoderar-se de Balkh. Llavors va reunir el seu tresor i va escapar de nit cap a Xibarghan i Andkhud; fou perseguit però reforçat pel seu net Kasim Sultan de Maymana amb uns centenars d'homes, va derrotar els perseguidors.
Es va refugiar llavors a Pèrsia, on pel xa Abbas II era poc menys que un personatge sagrat, ja que la seva mare era descendent de l'imam Reza, i fou ben rebut i ben tractat. Mentre les forces dels mogols continuaven avançant i nomenant governadors a diverses ciutats al sud de l'Oxus mentre els uzbeks romanien al nord del riu. Els mongols van dominar Balkh dos anys (1647-1649).
Nàdir havia preparat una campanya per recuperar la ciutat i la va iniciar de manera sobtada; durant quatre mesos hi va haver combats en els que les tropes mongols van tenir moltes pèrdues. Les devastacions van causar la fam, que es va agreujar per un hivern terrible. Finalment xah Jahan va acceptar la tornada de Nàdir i va retirar les seves tropes cap al sud; molts soldats mogols van morir de fred i gana en la retirada. L'autor del Tarikh-i Mekim Khani explica que a l'any següent, en el seu camí a l'Índia, va veure piles d'ossos humans als camins. Nàdir va poder tornar però com que no podia arranjar el conflicte amb els seus fills, finalment va decidir retirar-se de Balkh i abraçar la vida religiosa (1651). Va intentar donar la benedicció als seus fills, que Subhan Khan va refusar. Va marxar a la Meca, però va morir pel camí a Simnan. El seu cos fou portat a Medina i enterrat amb el del seu germà Iman Kuli Khan.
El fill Subhan Kuli es va apoderar de Balkh.